# 萨瓦
萨瓦（義大利語：Sava），是意大利塔兰托省的一个市镇。总面积44平方公里，人口16863人，人口密度383.3人/平方公里（2009年）。ISTAT代码为073026。